# Songduo
Songduo (kinesiska: 松多, 松多乡) är en socken i Kina. Den ligger i den autonoma regionen Tibet, i den sydvästra delen av landet, omkring 780 kilometer öster om regionhuvudstaden Lhasa.
Genomsnittlig årsnederbörd är 685 millimeter. Den regnigaste månaden är juli, med i genomsnitt 159 mm nederbörd, och den torraste är november, med 1 mm nederbörd.